# Wendeburg (Ortschaft)
Wendeburg ist eine Ortschaft der Gemeinde Wendeburg im Landkreis Peine in Niedersachsen mit etwa 4600 Einwohnern.

## Geschichte
Am 1. Juli 1968 haben sich die selbstständigen Gemeinden Wendeburg, Wendezelle und Zweidorf freiwillig zur Gemeinde Wendeburg zusammengeschlossen. Infolge der Gebiets- und Verwaltungsreform wurde daraus am 1. März 1974 die Ortschaft Wendeburg gebildet. Sie besteht aus den Ortsteilen Wendeburg, Wendezelle und Zweidorf.

## Politik
Der Ortsrat setzt sich aus sieben Mitgliedern zusammen, sie werden durch eine Kommunalwahl für jeweils fünf Jahre gewählt.
Bei der Kommunalwahl 2021 ergab sich folgende Sitzverteilung:
| Ortsrat 2021Insgesamt 7 Sitze - SPD: 2 - Grüne: 1 - FDP: 1 - CDU: 3 | Ortsratswahl 2021Wahlbeteiligung: 64,56 % 50403020100 40,5 %27,3 %22,2 %10,1 % CDUSPDGrüneFDP |

## Ortsbürgermeister
Horst Heisecke (CDU) 1974–1981; Rolf Ahlers (CDU) 1981–1996; Heinrich Rickmann (CDU) 1996–2006; Erwin Curdt (SPD) 2006–2011; Ludwig Thiemann (SPD) 2011–2021; Sigurt Grobe (CDU) seit 2021.